# 羅濟夫卡

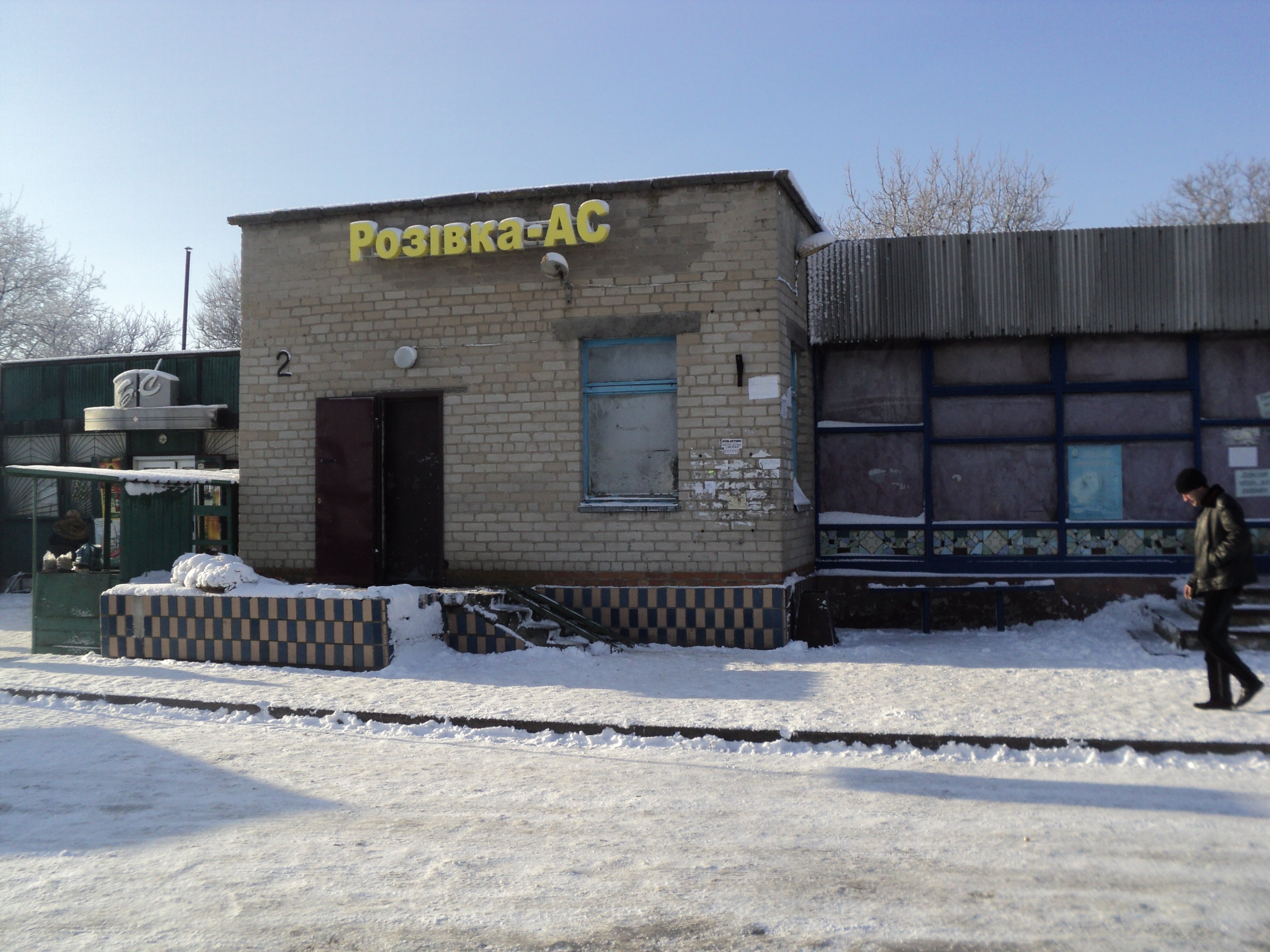
汽车站

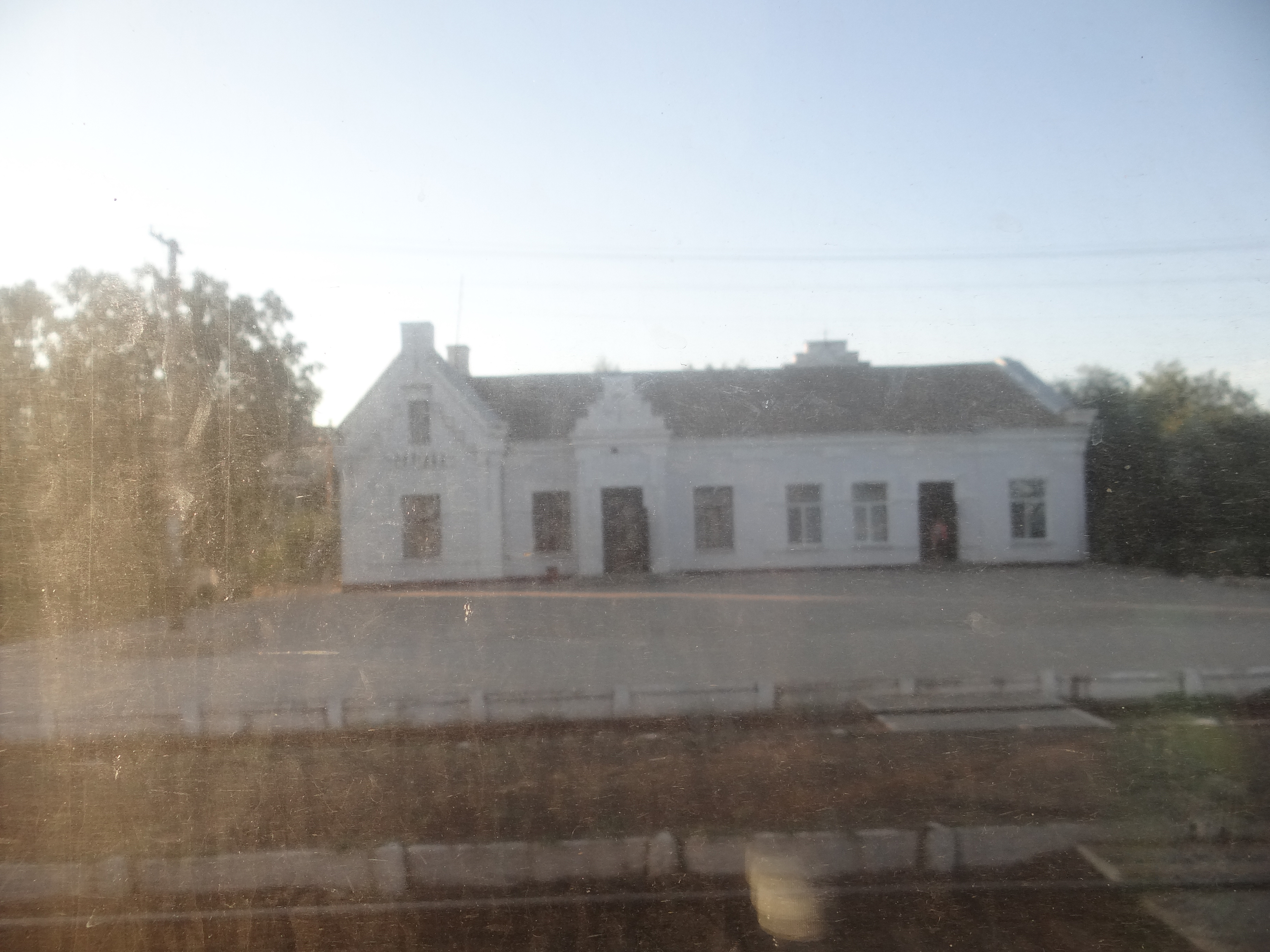
火车站

羅濟夫卡（烏克蘭語：Розівка），又按俄语名译为罗佐夫卡，是烏克蘭東南部扎波羅熱州波洛希區罗济夫卡市镇涅的市級鎮及其行政中心。處於馬里烏波爾西北面60公里，面積8平方公里，海拔高度220米，2015年人口3,316，人口密度每平方公里414人。